# Años 920
Los años 920 o década del 920 empezó el 1 de enero del 920 y terminó el 31 de diciembre del 929.

## Acontecimientos
- León VI sucede a Juan X como papa en el año 928.
- Esteban VII sucede a León VI como papa en el año 928.
- Batalla de Valdejunquera
- 929. Abderramán III se proclama califa de Córdoba, el Califato puso fin al emirato independiente instaurado por Abderramán I en 756 y perduró oficialmente hasta el año 1031, en que fue abolido.